# بو أوغستسون
بو أوغستسون (بالسويدية: Bo Augustsson)‏ هو لاعب كرة قدم سويدي، ولد في 28 ديسمبر 1949 في Gärds Köpinge ‏ في السويد. لعب مع أدو دين هاغ.